# Museo Lladró
El museo Lladró es un centro privado perteneciente a la conocida firma de porcelana decorativa Lladró, ubicado en la localidad de Tabernes Blanques (Valencia) España. 
Además de exhibir la colección artística de la empresa, ofrece visitas a los talleres de la Ciudad de la Porcelana, donde se conoce de mano de los propios artesanos el proceso de creación de las piezas. También se visita la casa natal de los Hermanos Lladró en Almácera, localidad junto a Valencia, donde los tres hermanos fundadores de la firma vivieron hasta su juventud, una casa típica valenciana que actualmente exhibe sus más tempranas obras artísticas, un patio con un horno moruno donde cocían sus primeras porcelanas y un espacio donde se realizan actividades didácticas dirigidas a los niños.

## Contenido
El museo Lladró consta de dos exposiciones permanentes, una de porcelana histórica y otra pictórica.
La colección de porcelana Histórica Lladró está formada por piezas que ya están retiradas del catálogo comercial, por lo que es una excelente oportunidad para poder verlas. Se muestran obras que comprenden un período entre los años 50 (fundación de la firma) y los años 90 y que, por su calidad artística e importancia histórica, han pasado a ser piezas de museo.

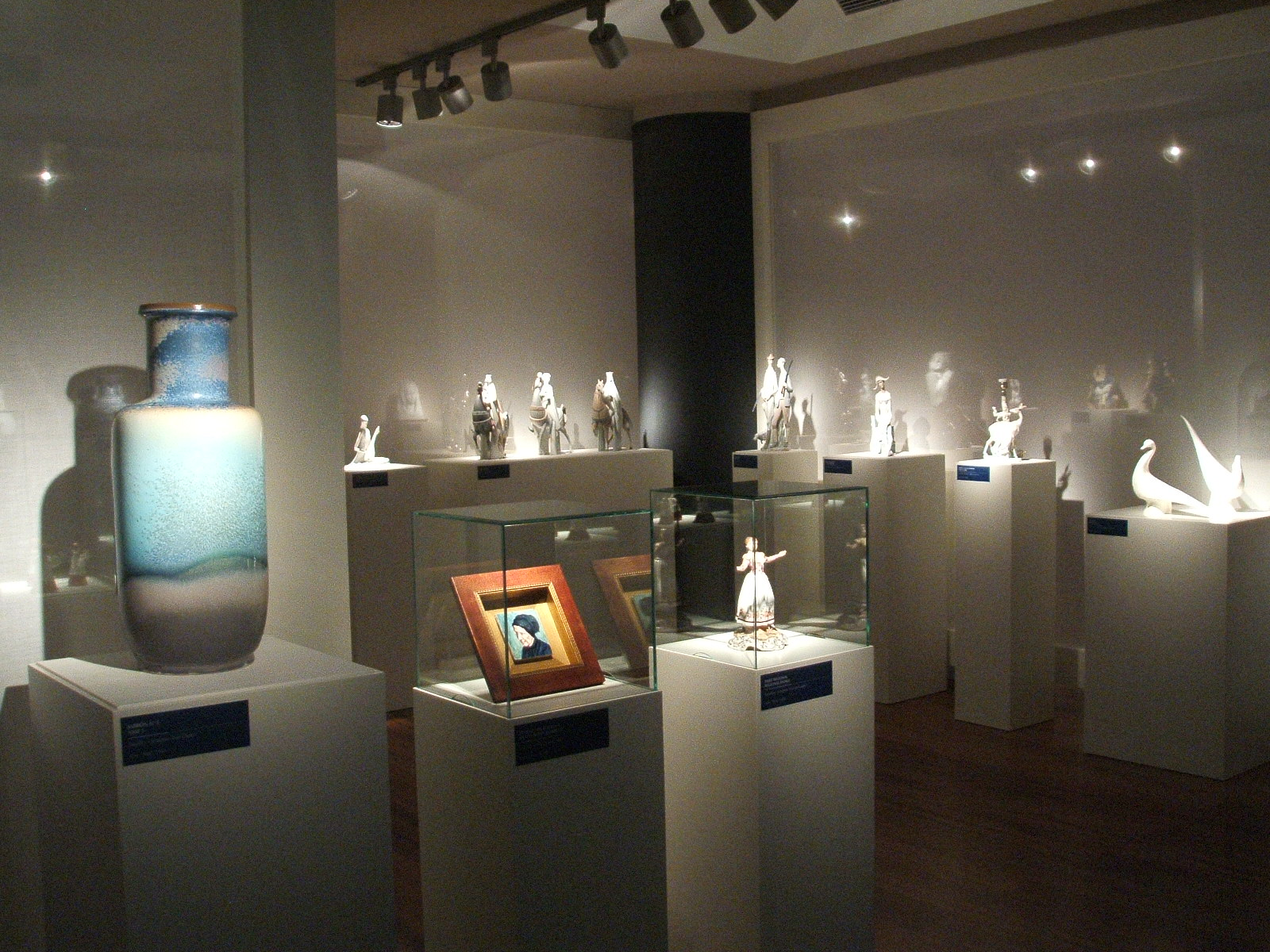
Vista de la colección de porcelana histórica Lladró.

Las esculturas repasan la historia de la marca, en una muestra en la que las piezas más características nos enseñan los distintos estilos y materiales empleados en la realización.
La colección pictórica Lladró exhibe actualmente unas 70 obras que abarcan un extenso período cronológico, desde finales del siglo XIV hasta mediados del siglo XX. Varias salas muestran retablos góticos, tablas renacentistas, óleos barrocos y lienzos impresionistas, aunque las pinturas más importantes pertenecen al Siglo de oro español y a los más sobresalientes pintores valencianos.
De las paredes cuelgan obras de autores tan importantes como Vicente Macip, Juan de Juanes, Juan Ribalta, José de Ribera, Rubens, El Greco, Sánchez Cotán, Valdés Leal, Francisco de Zurbarán, Vicente López, Antonio Cortina Farinós, Ignacio Pinazo o Joaquín Sorolla.
Además el museo Lladró organiza exposiciones temporales tanto en sus instalaciones como en otros museos, y cede obras de ambas colecciones puntualmente para otras exhibiciones, tanto en España como en el extranjero.